# Lac Moses
Pour les articles homonymes, voir Moses.
Ne doit pas être confondu avec Moses Lake.
Le lac Moses (Moses Lake), anciennement Neppel, est un lac de barrage du Columbia Basin Project dans l'État de Washington, aux États-Unis.
Le lac Moses est alimenté par la Crab Creek et est avec le lac Potholes, le résultat du barrage O'Sullivan.
Le nom provient du chef amérindien Moses, et le lac donna son nom à la ville proche de Moses Lake.

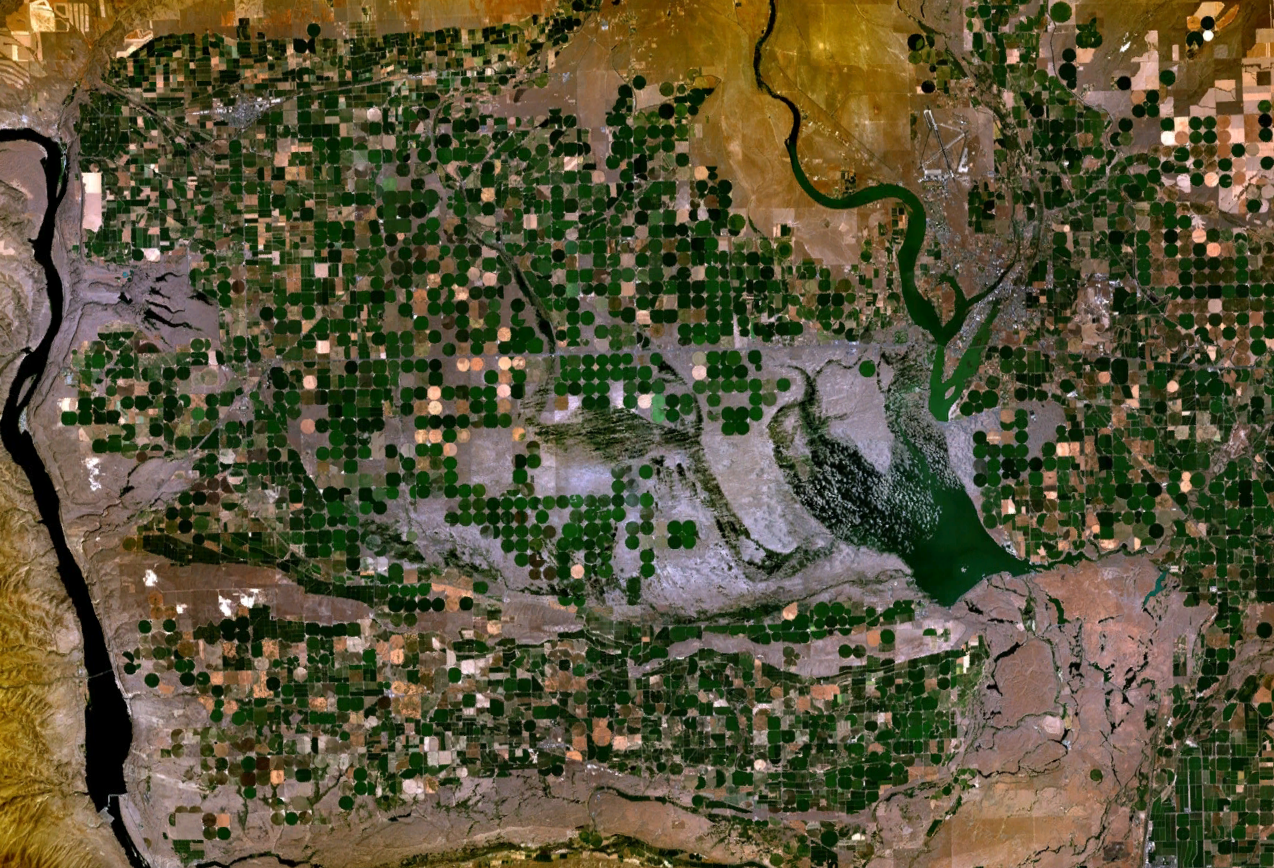
Photo satellite de la zone irriguée entourant le lac Potholes et le lac Moses, dans le cadre du Columbia Basin Project. Le lit du fleuve Columbia est à gauche de l'image.